# La Rochelle Business School
Excelia Business School (anteriormente La Rochelle Business School) es una escuela de negocios internacional y una de las principales Grandes Escuelas en Francia. Se estableció en 1988. Posee campus propios en La Rochelle, Tours, Orléans.
Es considerada una de las mejores escuelas de negocios en Europa. En 2021, su principal programa, el Master in Management, fue clasificado como el número 64 del mundo según el Financial Times.
Sus programas cuentan con la triple acreditación internacional de EQUIS, AACSB y AMBA. La escuela cuenta con numerosos alumnos notables en el campo de los negocios y la política, incluyendo varios CEOs.